# Campeonato Sergipano de Futebol de 1935
O Campeonato Sergipano de Futebol de 1935 foi a 13º edição da divisão principal do campeonato estadual de Sergipe. O campeão foi o Palestra que conquistou assim o segundo dos três títulos estaduais da história do clube.

## Premiação
| Campeonato Sergipano de 1935   |
| Aracaju                        |
| ------------------------------ |
| Palestra Bicampeão (2º título) |